# Ratkūnai (rejon rakiszecki)
Ratkūnai (hist., pol. Radkuny) – wieś na Litwie położona w rejonie rakiszeckim okręgu poniewieskiego, 31 km na północny zachód od Rakiszek.

## Historia

### Własność
Pierwszym znanym właścicielem Radkunów był Franciszek hr. Komorowski herbu Korczak (1723–1800), strażnik wiłkomierski, właściciel wielu innych majątków, dwukrotnie żonaty. Kolejnym właścicielem tych dóbr był jego syn z małżeństwa z Franciszką Lukrecją Wolff von Lüdinghausen (~1740–1806) Jan Bonifacy (1767–1826), szambelan dworu królewskiego, I ordynat kurmeński, żonaty z Antoniną Wiszniewską (1763–1822) herbu Trzaska. Po nich kolejnymi właścicielami Radkunów byli:
- ich syn Antoni (1790–1846) prezes Izby Wiłkomierskiej, żonaty z Dorotą Grotkowską (1806–1874) herbu Przerowa
- jeden z kolejnych synów Jana Bonifacego Piotr (1800–1869) żonaty z Zofią Iselschmit von Milbitz (1799–1871)
- brat Antoniego Piotr Komorowski (1838–1905) żonaty z Felicją Komorowską (1843–1910), córką powyższych Piotra i Zofii
- syn Piotra i Felicji Antoni August (1873–1910) żonaty z Marią Holstinghausen-Holsten (1880–1917)
- ich syn Piotr Karol (1907–1961) żonaty z Pelagią Marcinkiewicz (1902–1975) – ostatni właściciele Radkunów[2].

### Przynależność administracyjna
| rok  | liczba ludności |
| ---- | --------------- |
| 1923 | 167 (we dworze) |
| 1959 | 104             |
| 1970 | 81              |
| 1979 | 40              |
| 1989 | 14              |
| 2001 | 11              |
| 2011 | 5               |

- W I Rzeczypospolitej – w województwie wileńskim Rzeczypospolitej[2];
- po III rozbiorze Polski (od 1795 roku) majątek leżał w powiecie poniewieskim (ujeździe) guberni wileńskiej (w latach 1797–1801 guberni litewskiej), a od 1843 roku guberni kowieńskiej Imperium Rosyjskiego[4];
- od 1922 roku wieś należy do Litwy, która w okresie 1940–1990, jako Litewska Socjalistyczna Republika Radziecka, wchodziła w skład ZSRR.

## Dwór
W połowie XVIII wieku Komorowscy wznieśli tu drewniany, dwukondygnacyjny, dziewięcioosiowy dwór, założony na planie prostokąta, kryty wysokim, gładkim, gontowym, czterospadowym dachem. Nietynkowane ściany były dzielone pionowo pilastrami. Na środkowych osiach obu dłuższych elewacji występowały pseudoryzality zwieńczone trójkątnymi szczytami. W XIX wieku po stronie ogrodowej dodano do budynku po bokach parterowe skrzydełka, pomiędzy którymi powstał taras z dwustronnymi schodami wiodącymi do parku.
Wnętrze dworu mieściło kilkanaście dużych pomieszczeń.
Dwór był otoczony przez rozległy park pełen starych drzew liściastych, pochodzący z XVIII wieku. Był poprzecinany wieloma krętymi ścieżkami i alejkami. Na gazonach, przed i za domem rosły krzewy ozdobne.
Majątek Radkuny został opisany w 4. tomie Dziejów rezydencji na dawnych kresach Rzeczypospolitej Romana Aftanazego.